# Gottfried Geiler
Gottfried Geiler (* 13. Dezember 1927 in Leipzig; † 28. April 2018) war ein deutscher Pathologe.

## Leben
Geiler besuchte die Thomasschule zu Leipzig. Nach dem Abitur studierte er Humanmedizin an der Universität Leipzig. Im Zweiten Weltkrieg diente er in der Wehrmacht und war als Assistenzarzt in Berlin tätig. Er wurde 1952 mit der Dissertation Der Einfluss des körperlichen und seelischen Traumas auf Beginn und Verlauf der multiplen Sklerose promoviert und habilitierte sich 1961 mit der Arbeit Morphologie und Pathogenese der Synovialome. Danach arbeitete er als Oberarzt unter Gottfried Holle sowie Hochschullehrer und ab 1981 als  a.o. Professor in Leipzig. Im Jahr 1990 wurde er  Ordinarius für Pathologie. Er war Mitglied des Rektoratskollegiums und von 1990 bis 1995 Dekan der Medizinischen Fakultät. Zudem wirkte er von 1993 bis 1995 als Direktor des Pathologischen Instituts.
Von 1989 bis 1999 war er Vizepräsident der Deutschen Akademie der Naturforscher Leopoldina. Er war Präsidiumsmitglied des Medizinischen Fakultätentages. Er saß im Senat der Deutschen Forschungsgemeinschaft und in der Planungsgruppe zur Erneuerung der Berlin-Brandenburgischen Akademie der Wissenschaften.

## Ehrungen
- Mitglied der Leopoldina (1969)[2]
- Rudolf-Virchow-Preis (DDR) (1970)
- Verdienstorden der Bundesrepublik Deutschland, Großes Verdienstkreuz (1994)
- Caspar-Borner-Medaille (1994)
- Verdienst-Medaille der Leopoldina (1997)
- Ehrenmitglied der Leopoldina (2002)
- Rudolf-Virchow-Medaille (2007)
- Ehrendoktor der Medizinischen Fakultät der Universität Leipzig (2007)